# ハイダイナミックレンジ
ハイダイナミックレンジ (英語: High dynamic range, HDR) は、通常よりも高いダイナミックレンジのことである。ハイダイナミックレンジは様々な信号、例えば、ビデオ、もしくは画像、音声に対して用いられる。またアナログおよびデジタル化された信号に対してその信号を記録、信号処理、および再生する手段に用いられることがある。同義語としてワイドダイナミックレンジやダイナミックレンジ拡張、ダイナミックレンジ拡大がある。

## ビデオ、画像
ビデオについての詳細はハイダイナミックレンジビデオを参照。画像についての詳細はハイダイナミックレンジイメージを参照。また写真技法についてはハイダイナミックレンジ合成を参照。
ハイダイナミックレンジという用語は、シーンまたは画像内の光レベルに大きな変化があることを意味する。ダイナミックレンジとは、そのシーンまたは画像の最も明るい領域と最も暗い領域の間の明るさの範囲を指す。ハイダイナミックレンジイメージは、画像のダイナミックレンジを拡大できる一連のイメージングテクノロジとテクニックを指す。画像とビデオの取得、作成、保存、配布、表示が対象となる。

## 音声
関連技術についてハイレゾリューションオーディオを参照。
オーディオでは、ハイダイナミックレンジという用語は、サウンドのレベルに大きな変動があることを意味する。ここでダイナミックレンジとは、音の最高音量と最低音量の間の範囲を指す。
ダイナミックレンジ圧縮は、オーディオの録音と通信で使用される一連の技術で、ダイナミックレンジの高い素材をダイナミックレンジの低い機器に送信する。その後、コンパンディングを使用して、再生時に元のハイダイナミックレンジを復元することもある。